# Saint-Benoît-sur-Loire
Saint-Benoît-sur-Loire è un comune francese di 2 063 abitanti situato nel dipartimento del Loiret nella regione del Centro-Valle della Loira.

## Monumenti e luoghi d'interesse
- Abbazia di Fleury
- Chiesa abbaziale di San Benedetto sulla Loira

## Amministrazione

### Gemellaggi
- Tholey, dal 1984

## Società

### Evoluzione demografica
Abitanti censiti